# 인스턴트 메신저

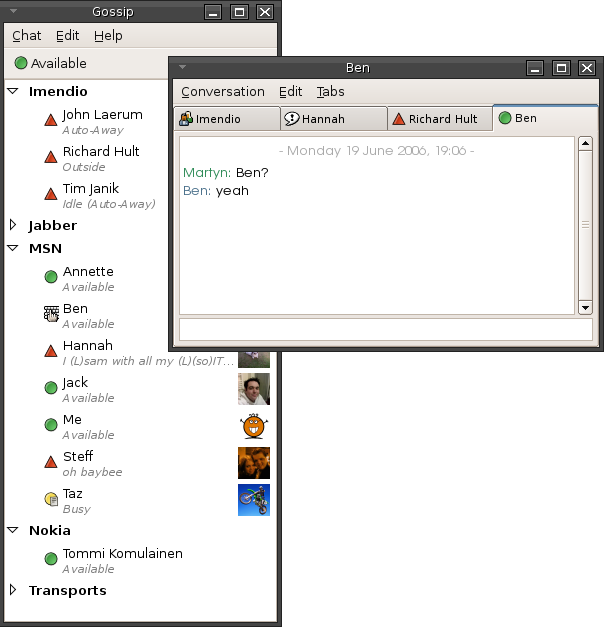
데스크톱 컴퓨터의 인스턴트 메시징의 전형적인 예: 연락처 목록("친구 목록")을 표시하는 이 소프트웨어의 왼쪽 창과 활성 IM 대화의 오른쪽 창

인스턴트 메신저(instant messenger)는 인터넷 같은 네트워크를 이용한, 두 명 이상의 즉각적인 (실시간) 텍스트 통신에 이용되는 클라이언트이다. 간단하게 메신저라고도 하며, 인터넷을 통한 메신저라는 의미에서 인터넷 메신저, 모바일 기기를 통한 메신저는 모바일 메신저라고도 한다.

## 소개
인스턴트 메신저는 즉각적인 메시지를 중계하는 클라이언트이다. 인스턴트 메신저는 실시간으로 대화가 이루어진다는 점에서 E-mail과 다르다. 또한, 대부분의 인스턴트 메신저 서비스는 현재 접속해 있고 대화 가능한 목록을 보여주는 접속자 정보 기능을 제공한다. 이것을 흔히 '친구 목록'이라 부른다. 대화를 하는 사람들이 서로 한 줄씩 입력할 때마다 전송이 이루어지며, 따라서 이것은 편지를 교환하는 것보다는 전화 대화를 하는 것과 유사하다. 인스턴트 메신저 프로그램은 보통 집 전화의 자동 응답 기능과 유사하게 '자리 비움 메시지'를 자동으로 남겨주는 기능을 지원한다.
대한민국에서 인기 있는 인스턴트 메신저 서비스에는 네이트온 메신저 서비스, 닷넷 메신저 서비스, AOL 인스턴트 메신저 서비스, 야후! 메신저 서비스, ICQ 메신저 서비스, 카카오톡 등이 있다. 이들 서비스는 온라인 대화나 인터넷 릴레이 챗에서 많은 개념을 빌려왔다.
인스턴트 메신저의 초창기 형태는 1970년대의 PLATO 시스템이다. 1996년 11월 최초로 일반화된 인스턴트 메신저인 ICQ가 소개된 이후, 그와 비슷한 수많은 서비스들이 생겨나기 시작했다. 이들 서비스는 서로 각자만의 프로토콜을 이용했기 때문에 사용자는 자신과 다른 인스턴트 메신저 서비스를 사용하는 이와 대화하기 위해서 다수의 메신저 프로그램을 한꺼번에 띄워야 했다. 이에 대한 대안으로 사용자들은 게임이나 트릴리언, 재버처럼 다수의 프로토콜을 지원하는 클라이언트를 사용하기도 했다.
최근에는 많은 인스턴트 메신저가 화상 회의, 음성 인터넷 프로토콜은 물론 화상 회의와 인스턴트 메신저 서비스를 결합한 웹 회의 서비스를 지원한다. 따라서 이들 기술 간의 경계는 점차 불분명해지고 있다.
2002년 12월 19일, AOL 타임워너는 ICQ가 인스턴트 메신저 서비스에 대한 미국 특허를 얻었다고 밝혔지만, 또한 현재로서는 이 특허를 강제할 계획이 없다고 했다.
"인스턴트 메신저"라는 용어는 AOL 타임워너의 서비스 마크이기 때문에 AOL에 등록한 소프트웨어가 아닌 경우에 사용할 수 없다.
또 다른 예로 '카카오톡' (kakao talk) '스카이프' (skype) 등의 메신저들도 있다.